# Bra Storlivs
Bra Storlivs var en dagligvarukedja i västra Götaland.
Den första butiken öppnades i oktober 1993 i Stenungsund. Den följdes upp av butiker i Kinna, Skene och Kållered för att slutligen bestå av sammanlagt fyra butiker. I juni 2005 meddelades det att kedjans ägare, Hans-Erling Andersson, sålt butikerna till Axfood AB och att övertagandet skulle ske den 1 september samma år. Butiken i Kinna blev därigenom en Hemköpbutik och övriga fick tillhöra Willyskedjan.